# Roaguin
Roaguin est une localité située dans le département de Kaya de la province du Sanmatenga dans la région Centre-Nord au Burkina Faso.

## Éducation et santé
Les centres de soins le plus proche de Roaguin sont les centres de santé et de promotion sociale (CSPS) de Kaya ainsi que sont centre hospitalier régional (CHR).